# Elena Pontiggia
Elena Pontiggia (* 22. Juli 1955 in Mailand) ist eine italienische Kunstkritikerin und Kunsthistorikerin.

## Leben
Nach einer klassischen Ausbildung promovierte sie an der Staatlichen Universität Mailand in Philosophie mit einer Arbeit über Nietzsches Ästhetik.
Sie unterrichtet Kunstgeschichte an der Akademie Brera und am Polytechnikum Mailand. Sie arbeitet als Kunstkritikerin für verschiedene Zeitungen und Zeitschriften. Seit 2011 schreibt sie Artikel für La Stampa.

Ihr besonderes Interesse gilt der italienischen und internationalen Kunst der Zwischenkriegszeit und der Beziehung zwischen Moderne und Klassizismus. Sie interessiert sich für poetische Schriften und gibt die wichtigsten theoretischen Texte von Künstlern von Cézanne und der Avantgarde bis Pollock heraus.
Bis 1993 war sie Mitglied des wissenschaftlichen Ausschusses des Padiglione d’Arte Contemporanea in Mailand und von 2002 bis 2006 Mitglied des Verwaltungsrats der Quadriennale di Roma. Seit 2001 ist sie Mitglied des wissenschaftlichen Ausschusses der Fondazione Stelline in Mailand. Seit Januar 2022 ist sie Präsidentin des wissenschaftlichen Ausschusses der VAF-Stiftung in Frankfurt.
Zu den Preisen, die sie erhalten hat, gehören der „San Valentino d’Oro“ 1996 für Kunstgeschichte und der Carducci-Preis 2009 für Modernità e classicità. Il ritorno all’ordine in Europa dal dopoguerra agli Anni Trenta (Moderne und Klassizismus. Die Rückkehr zur Ordnung in Europa von der Nachkriegszeit bis zu den 1930er Jahren) und 2022 den internationalen Preis „Casinò di Sanremo - Antonio Semeria“ für die Storia del Novecento Italiano. 1920–1932 (Geschichte des italienischen 20. Jahrhunderts. 1920–1932). Sie nahm an mehreren Ausgaben der Florentiner Kolloquien teil.

## Wichtigste organisierte Ausstellungen
- Il Milione e l’astrattismo, Fermo, Pinacoteca, 1988
- Sironi. Il mito dell’architettura (mit A. Sironi und F. Benzi), Mailand, Padiglione d'Arte Contemporanea, 1990
- L’idea del classico. Arte in Italia 1916-1932, Maukabd, Padiglione d’Arte Contemporanea, 1992
- Da Boccioni a Sironi. Il mondo di Margherita Sarfatti, Brescia, Palazzo Martinengo Cesaresco Novarino, 1997
- Persico e gli artisti, Mailand, Padiglione d’Arte Contemporanea, 1997
- Adolfo Wildt e i suoi allievi, Brescia, Palazzo Martinengo Cesaresco Novarino, 2001
- Il Novecento milanese. Da Sironi ad Arturo Martini (mit N. Colombo), Mailand, Spazio Oberdan, 2003
- Arturo Martini (mit C. Gian Ferrari und L. Velani), Mailand, Permanente e Fondazione Stelline / Rom, Galleria Nazionale d’Arte Moderna, 2006
- Sironi. Gli anni 40 e 50 (mit C. Gian Ferrari), Mailand, Fondazione Stelline, 2007
- De Chirico. La magia della linea, Rom, Museo Bilotti, 2009
- Il chiarismo, Mailand, Palazzo Reale, 2010
- Lo stupore nello sguardo. La fortuna di Rousseau in Italia da Soffici e Carrà a Breveglieri, Mailand, Fondazione Stelline, 2011
- Mario Sironi, Rom, Complesso del Vittoriano, 2014
- BOT. I futurismi di un giocoliere, Piacenza, Fondazione di Piacenza e Vigevano, 2015

## Wichtigste veröffentlichte Werke
- Edward Hopper. Scritti, interviste, testimonianze, Abscondita, Mailand, 2000, ISBN 978-88-8416-001-0
- La Nuova Oggettività tedesca, Abscondita, Mailand, 2002, ISBN 88-8416-045-6
- Il Novecento Italiano, Abscondita, Mailand, 2003, ISBN 978-88-8416-048-5
- Il ritorno all’ordine, Abscondita, Mailand, 2005, ISBN 88-8416-109-6
- La grande Quadriennale. 1935: la svolta dell’arte italiana (mit C. F. Carli), Electa, Mailand, 2006, ISBN 88-370-4649-9
- Modernità e classicità. Il ritorno all'ordine in Europa dal dopoguerra agli anni trenta, Bruno Mondadori, Mailand, 2008, ISBN 978-88-6159-074-8
- Il movimento di Corrente, Abscondita, Mailand, 2012, ISBN 978-88-8416-335-6
- Mario Sironi. La grandezza dell’arte, le tragedie della storia, Johan & Levi, Mailand, 2015, ISBN 978-88-6010-124-2
- Christian Schad, Abscondita, Mailand, 2015, ISBN 978-88-8416-511-4
- Arturo Martini. La vita in figure, Mailand, Johan & Levi, 2015, ISBN 978-88-6010-185-3
- Renato Birolli, Figure e luoghi 1930-1959 (mit V. Birolli), Turin, MEF, 2016, ISBN 978-88-941386-4-1
- Arturo Tosi e il Novecento. Lettere dall’archivio dell’artista, Sillabe, Livorno, 2017, ISBN 978-88-8347-996-0
- Maria Lai. Arte e relazione, Nuoro, Ilisso, 2018, ISBN 978-88-6202-356-6
- Aubrey Beardsley, Abscondita, Mailand, 2018, ISBN 978-88-8416-744-6
- Giorgio de Chirico. Lettere 1909-1929, Silvana Editoriale, Cinisello Balsamo, 2018, ISBN 978-88-366-4164-2
- Le Liste di Vellani Marchi e dei pittori di Bagutta (1927–1960), Allemandi, Turin, 2019, ISBN 978-88-422-2493-8
- De Chirico. Gli anni Quaranta, La Nave di Teseo, Mailand, 2021, ISBN 978-88-346-0901-9
- Storia del Novecento Italiano 1920-1932, Allemandi, Torino, 2022, ISBN 978-88-422-2533-1